# Nedeltscho Kolew
Nedeltscho Lasarow Kolew (bulgarisch Неделчо Лазаров Колев; * 26. März 1953 in Kableschkowo, Provinz Burgas) ist ein ehemaliger bulgarischer Gewichtheber. Er gewann bei den Olympischen Spielen 1980 eine Bronzemedaille und war 1973 und 1974 Weltmeister jeweils im Mittelgewicht.

## Werdegang
Der Sofioter Nedeltscho Kolew begann als Jugendlicher mit dem Gewichtheben. Er gehörte dabei zu den jungen Athleten, die im Rahmen eines Programmes, das von dem seit 1969 sich im Amt befindenden bulgarischen Nationaltrainer Iwan Abadschiew initiiert worden war und in dem junge Athleten intensiv gefördert wurden. Seinen wirtschaftlichen Rückhalt fand er dabei als Armeeangehöriger.
Bereits 1970 und 1971 startete er bei einigen internationalen Wettkämpfen. Unter anderem siegte er 1972 beim Großen Preis von Berlin (Ost) im Leichtgewicht mit 397,5 kg. Für die Olympischen Spiele 1972 in München konnte er sich allerdings noch nicht für die bulgarische Mannschaft qualifizieren. Da die Stärke von Nedeltscho Kolew das Reißen und das Stoßen war, kam ihm die Abschaffung des Drückens im Jahre 1973 durch den internationalen Gewichtheber-Verband (IWF) sehr zupaß. Im Zweikampf (Reißen und Stoßen) zählte er ab 1973 im Mittelgewicht, in das er zwischenzeitlich hineingewachsen war, zur absoluten Weltelite.
Dies bewies er bei der Europameisterschaft 1973 in Madrid, wo er mit 330 kg (145–185) neuer Europameister vor dem Olympiasieger von 1972 Jordan Bikow, der auf 322,5 kg kam, wurde. Wenige Monate später wurde er in Havanna auch Weltmeister im Mittelgewicht. Er erreichte dort im Zweikampf 337,5 kg (147,5–190) und siegte damit überlegen vor Peter Wenzel, DDR, 317,5 kg und András Stark, Ungarn, 312,5 kg.
1974 wiederholte Nedeltscho Kolew diese Erfolge. Er wurde in Verona im Mittelgewicht mit 340 kg (152,5–187,5) Europameister vor Peter Wenzel, 327,5 kg u. Wiktor Kurenzow, UdSSR, 325 kg und siegte auch bei der Weltmeisterschaft in Manila, wo ihm 335 kg (150–185) zum Titelgewinn vor seinem Landsmann R. Rusew, 332,5 kg und Peter Wenzel, 322,5 kg, ausreichten.
Im Jahre 1975 war Nedeltscho Kolew nicht mehr in der Form der Jahre 1973 und 1974. Er startete zwar bei der Welt- und Europameisterschaft dieses Jahres in Moskau, kam dort aber im Mittelgewicht nur auf 325 kg (145–180), womit er hinter seinem Landsmann Jordan Mitkow, 345 kg (155–190) und Peter Wenzel, 332,5 kg, auf den 3. Platz kam.
In den Jahren 1976 bis 1978 litt Nedeltscho Kolew an einer langwierigen Verletzung, so dass er in diesen Jahren an keinen Wettkämpfen teilnehmen konnte. 1979 gelang ihm aber ein Comeback. Er belegte bei der V. National-Spartakiade in Sofia im Mittelgewicht mit 332,5 kg (152,5–180) hinter Jordan Mitkow, 342,5 kg, den 2. Platz und wurde für die Europameisterschaft dieses Jahres in Warna nominiert. In Warna erreichte er 337,5 kg (150–187,5) mit denen er hinter Jordan Mitkow, 345 kg (155–190), den 2. Platz belegte. Den gleichen Platz belegte er schließlich auch bei der Weltmeisterschaft 1979 in Saloniki, wo er 342,5 kg (155–187,5) erreichte. Er wurde dort nur von Roberto Urrutia aus Kuba, der 345 kg (155–190) erzielte, geschlagen.
1980 schaffte Nedeltscho Kolew bei der bulgarischen Meisterschaft im Mittelgewicht 350 kg (160–190). Er musste sich dort trotzdem dem Newcomer Assen Slatew, der 352,5 kg (157,5–195) hob, geschlagen geben. Seine Leistung war aber so gut, dass er vom bulgarischen Verband neben Slatew sowohl bei der Europameisterschaft in Belgrad, als auch bei den Olympischen Spielen in Moskau eingesetzt wurde. In Belgrad erzielte er 347,5 kg (160–187,5) und belegte damit hinter Assen Slatew, 355 kg, den 2. Platz und bei den Olympischen Spielen kam er auf 345 kg (157,5–187,5). Mit diesem Ergebnis gewann er die olympische Bronzemedaille hinter Assen Slatew, 360 kg (160–200) und dem jungen sowjetischen Sportler Alexander Perwi, 357,5 kg.
Nedeltscho Kolew, der die Sporthochschule in Sofia besucht hatte, beendete danach seine aktive Laufbahn und arbeitete als Trainer.

## Internationale Erfolge
| Jahr | Platz  | Wettbewerb                             | Gewichtsklasse | |
| 1971 | 1.     | Donau-Pokal-Turnier (Junioren) in Wien | Leicht         | mit 365 kg (100–112,5–152,5), vor Miut, Rumänien, 365 kg                                                 |
| 1971 | 2.     | Intern. Junioren-Turnier in Plewen     | Leicht         | mit 380 kg, hinter Muchametow, UdSSR, 382,5 kg                                                           |
| 1972 | 1.     | Großer Preis von Berlin (Ost)          | Leicht         | mit 397,5 kg, vor Solar, ČSSR, 385 kg                                                                    |
| 1973 | 1.     | EM in Madrid                           | Mittel         | mit 330 kg (145–185), vor Jordan Bikow, Bulgarien, 322,5 kg (142,5–180) u. W. Michailow, UdSSR, 320 kg   |
| 1973 | 1.     | WM in Havanna                          | Mittel         | mit 337,5 kg (147,5–190) vor Peter Wenzel, DDR, 317,5 kg u. András Stark, Ungarn, 312,5 kg               |
| 1973 | 1.     | Balkan-Spiele                          | Mittel         | mit 285 kg (125–160)                                                                                     |
| 1974 | 1.     | EM in Verona                           | Mittel         | mit 340 kg (152,5–187,5), vor Peter Wenzel, 327,5 kg u. Wiktor Kurenzow, UdSSR, 325 kg                   |
| 1974 | 1.     | WM in Manila                           | Mittel         | mit 335 kg (150–185), vor R. Rusew, Bulgarien, 332,5 kg u. Peter Wenzel, 322,5 kg                        |
| 1975 | 1.     | Donau-Pokal-Turnier in Donaueschingen  | Mittel         | mit 320 kg (145–175), vor András Stark, 315 kg u. Ondrej Hekel, ČSSR, 297,5 kg                           |
| 1975 | 3.     | WM + EM (3.) in Moskau                 | Mittel         | mit 325 kg (145–180), hinter Peter Wenzel, 335 kg u. Jordan Mitkow, Bulgarien, 332,5 kg                  |
| 1979 | 2.     | EM in Warna                            | Mittel         | mit 337,5 kg (150–187,5), hinter Jordan Mitkow, 345 kg (155–190), vor Peter Wenzel, 332,5 kg             |
| 1979 | 2.     | WM in Saloniki                         | Mittel         | mit 342,5 kg (155–187,5), hinter Roberto Urrutia, Kuba, 345 kg (155–190), vor Peter Wenzel, 337,5 kg     |
| 1980 | 2.     | EM in Belgrad                          | Mittel         | mit 347,5 kg (160–187,5), hinter Assen Slatew, Bulgarien, 355 kg, vor Alexander Perwi, UdSSR, 347,5 kg   |
| 1980 | Bronze | OS in Moskau                           | Mittel         | mit 345 kg (157,5–187,5), hinter Assen Slatew, 360 kg (160–200) u. Alexander Perwi, 357,5 kg (157,5–200) |

## WM + EM-Einzelmedaillen
- WM-Goldmedaillen: 1973/Reißen/Mittel – 1973/Stoßen/Mittel – 1974/Reißen/Mittel
- WM-Silbermedaillen: 1974/Reißen/Mittel – 1975/Reißen/Mittel – 1979/Reißen/Mittel – 1980/Reißen/Mittel
- WM-Bronzemedaillen: 1975/Stoßen/Mittel – 1980/Stoßen/Mittel
- EM-Goldmedaillen: 1973/Stoßen/Mittel – 1974/Reißen/Mittel – 1974/Stoßen/Mittel – 1979/Reißen/Mittel – 1980/Reißen/Mittel
- EM-Silbermedaillen: 1973/Reißen/Mittel – 1975/Reißen/Mittel
- EM-Bronzemedaillen: 1975/Stoßen/Mittel – 1979/Stoßen/Mittel

## Weltrekorde
| Datum   | Ort     | Disziplin | Gewichtsklasse | Leistung |
| 14.6.73 | Madrid  | Stoßen    | Mittel         | 188 kg   |
| 14.6.73 | Madrid  | Zweikampf | Mittel         | 330 kg   |
| 19.9.73 | Havanna | Stoßen    | Mittel         | 190 kg   |
| 19.9.73 | Havanna | Zweikampf | Mittel         | 337,5 kg |
| 23.2.74 | Burgas  | Reißen    | Mittel         | 151 kg   |
| 7.4.74  | Paris   | Reißen    | Mittel         | 152,5 kg |
| 2.6.74  | Verona  | Zweikampf | Mittel         | 340 kg   |
| 19.9.75 | Moskau  | Reißen    | Mittel         | 153 kg   |
| 1.2.80  | Warna   | Reißen    | Mittel         | 160 kg   |
| 1.2.80  | Warna   | Reißen    | Mittel         | 161 kg   |
| 1.2.80  | Warna   | Zweikampf | Mittel         | 350 kg   |

## Erläuterungen
- bis 1972 alle Wettkämpfe im olympischen Dreikampf, bestehend aus Drücken, Reißen und Stoßen,
- seit 1973 alle Wettkämpfe im Zweikampf, bestehend aus Reißen und Stoßen,
- OS = Olympische Spiele,
- WM = Weltmeisterschaft,
- EM = Europameisterschaft,
- Leichtgewicht, damals bis 67,5 kg Körpergewicht,
- Mittelgewicht, damals bis 75 kg Körpergewicht,
- die Ergebnisse bei den Olympischen Spielen 1980 galten gleichzeitig als Weltmeisterschaft